# Рухлядева, Александра Ивановна
Александра Ивановна Рухлядева — советский хозяйственный и политический деятель.

## Биография
Родилась в 1918 году в деревне Рябиновщина. Член КПСС.
Окончила Кировский педагогический институт.
С 1936 года по 1973 год — на хозяйственной, общественной и политической работе: учитель в Жевлаковской начальной школе (1936—1942), помощник начальника политотдела Кырчанской МТС (1942), второй, первый секретарем райкома ВЛКСМ (1943—1945), учитель, директор Старозаводской семилетней школы (1945—1947), председатель райплана (1948), секретарь Унинского райкома партии по кадрам (1948—1949), секретарь, второй секретарь Просницкого райкома КПСС (1951—1954), председатель Просницкого райисполкома (1954—1955), председатель колхоза им. Кирова, директор совхоза им. Кирова Кирово-Чепецкого района Кировской области.
Делегат XXI съезда КПСС. Депутат Верховного Совета СССР 6-го созыва.
Умерла в 2001 году в Кирово-Чепецке.